# Stazione di Coccaglio
La stazione di Coccaglio è una stazione ferroviaria della linea Lecco-Brescia, a servizio dell'omonimo comune.

## Storia

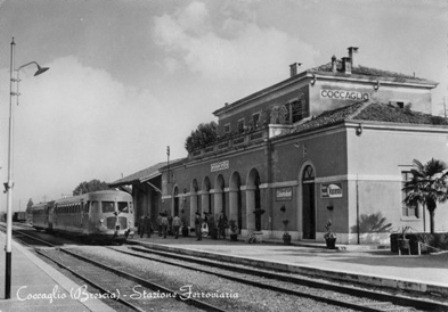
la stazione in una cartolina d'epoca

La stazione fu aperta al servizio il 22 aprile 1854 assieme alla tratta proveniente da Verona della ferrovia Milano-Venezia.
Rimase capolinea in attesa che si stabilisse se il tracciato proveniente da Milano avesse dovuto raggiungere Coccaglio passando direttamente da Treviglio oppure con una lunga ansa per servire la città di Bergamo. Fu scelta la seconda opzione: il 12 ottobre 1857 venne aperta la tratta Treviglio-Bergamo-Coccaglio che completò l'intero itinerario da Milano a Venezia.
In seguito, si decise di costruire comunque anche la linea diretta che escludeva Bergamo, ma tale tronco, sviluppato da Treviglio, non confluì in Coccaglio bensì alcuni chilometri più ad est, dove venne realizzata la stazione di Rovato. Il nuovo tronco fu aperto il 5 marzo 1878 e declassò la linea Bergamo-Rovato a ferrovia locale.

## Strutture e impianti
Il fabbricato viaggiatori è un edificio a due piani.
Il piazzale conta due binari per il servizio passeggeri.
In passato era presente un piccolo scalo merci con un magazzino merci.

## Movimento
La circolazione presso l'impianto ferroviario è regolato dal Dirigente Centrale Operativo di Milano Greco Pirelli.
La stazione è servita dai treni regionali Bergamo-Brescia svolti da Trenord nell'ambito del contratto di servizio stipulato con la Regione Lombardia.